# Lelouch Lamperouge
Lelouch Lamperouge es el protagonista principal y Héroe byroniano de las series Code Geass y Code Geass R2. Es el hijo "dado por muerto" de la familia imperial de Britannia. Apodado Lulu (ルル Ruru?) por sus amigos, es un muchacho de 17 años. Su verdadero nombre es Lelouch Vi Britannia (ルルーシュ・ヴィ・ブリタニア Rurūshu Vi Buritania?), quien busca a los asesinos de su madre, así como el responsable de que su hermana Nunally esté discapacitada. Comanda un grupo de resistencia llamado la Orden de los Caballeros Negros (黒の騎士団 Kuro no Kishidan?) cuyo objetivo es la liberación del Área 11 — Japón después de la conquista — del control del imperio del cual proviene.

## Descripción
Lelouch nació el 5 de diciembre de a.t.b.
Es una persona de complexión delgada y no tiene muy buena condición física, es de estatura alta, tez blanca, cabello oscuro y ojos de color púrpura. Es uno de los hijos de Charles Zi Britannia y es el 17º sucesor al trono imperial, por ende, no es el más cercano a suceder en el poder a su padre.

### Personalidad
Es una persona de carácter sereno, despreocupado y completamente distraído de las cosas (aunque no ingenuo). Tiene la característica de ser un gran orador y esa es la principal fuente de inspiración para la rebelión que comanda. Así mismo, es una persona que no se detendrá ante nada ni ante nadie para lograr sus objetivos, valiéndose de todo tipo de artimañas y manipulaciones llegando incluso a matar con sus propias manos a quien se le cruce en su camino.
Otra de las habilidades de Lelouch es su cualidad actoral (la cual le ayuda mucho en su lucha contra el Imperio). Posee un particular gusto por el ajedrez, llegando incluso a resolver conflictos con esta inusual forma, pero también termina metiéndose en problemas gracias a ello. Lelouch posee una sorprendente inteligencia (según Villeta , Lelouch es "el hombre más peligroso de la tierra"). Es también sabido que Lelouch es un experto en computación así como también es hábil con la ingeniería (como la máscara de Zero, que además cuenta con un sistema para grabar su voz). Respecto a su expresión, asume dos clases de voz (cuando no está actuando como Zero, Lelouch usa una voz pasiva, pero cuando está con o sin su máscara, Lelouch usa una expresión sumamente agresiva).
En la primera temporada nos encontramos con un arquetipo de personaje complejo, asumiendo dos roles distintos aunque con el mismo propósito de existencia: vengar a su madre y defender a su hermana e ideales.
- Lelouch como estudiante de colegio: Debe afrontar sus responsabilidades como Vicepresidente del consejo estudiantil de la Academia Ashford, cumpliendo las órdenes de Milly Ashford, organizando eventos. Cuando no se dedica a ello, intenta pasar el mayor tiempo posible junto a su hermana Nunally.

- Lelouch como Zero: Es la parte más oscura de su personalidad. Centrado en su objetivo de derrocar al Imperio de Britannia, intenta usar todos los medios posibles para lograrlo, incluso matando si es necesario. Es por eso que el dicho de "el fin justifica los medios" es más que evidente cuando es Zero.

## Historia

### Infancia
Se sabe que Lelouch es hijo del actual emperador de Britannia, Charles Zi Britannia y de la difunta emperatriz, Marianne Vi Britannia, que no nació de una cuna noble, lo cual desató los celos de las otras emperatrices y un suceso que marcaría a Lelouch de por vida. Con el resto de la familia imperial, tenía una relación relativamente estable. En el caso de Clovis, este lo detestaba por su sangre común llegando a odiarle por sus derrotas en el ajedrez (99 derrotas con 1 victoria era su récord); con Euphemia y Cornellia, la relación era notablemente buena. Con Schneizel, Lelouch llegó a tener una férrea rivalidad en el ajedrez siendo el único a quien Lelouch no ha podido ganarle. No se sabe cual haya sido su relación con Odysseus, su hermanastro mayor. A pesar de vivir rodeado de lujos y de recibir una fuerte educación, Lelouch nunca tuvo amigos en su patria.

#### El asesinato de Marianne y las heridas de Nunally
Gracias a los interrogatorios realizados a Clovis y a Cornellia por parte de Lelouch, se sabe que en el palacio residencial de Aries (un lugar que era, según Cornellia, un auténtico fortín para que alguno pudiera perpetrar algún tipo de ataque terrorista), Marianne se encontró con Cornellia ese día y le hizo saber que su momento había llegado, y que extrañamente la seguridad del palacio fue reducida a cero por orden de la misma Marianne, lo cual le dio acceso libre a un grupo de asesinos o bien a una sola persona para que desde afuera, usando rifles de asalto, disparasen contra la emperatriz, matándola en el proceso y desgraciadamente contra Nunally quien a causa de los disparos perdió la facultad de caminar , y, debido al shock, la vista. Posteriormente en los funerales, de acuerdo con Cornellia, Schneizel se llevó el cadáver de su madre (lo cual ha de suponer que el ataúd estaba vacío). Lelouch, que vio todo, solicitó días después una audiencia con su padre exigiéndole que abriera una investigación formal para encontrar al o a los responsables del asesinato de su madre y las lesiones causadas a Nunally. El emperador, asumió una postura hostil contra su hijo , y, como excusa para justificar la invasión a Japón, le manda a este país junto a su hermana malherida.

### La amistad/enemistad con Suzaku
Al llegar a Japón, Lelouch llega a la urna de la familia Kururugi, donde conoce a quien sería su único amigo de verdad: Suzaku Kururugi, quien muestra una actitud xenofóbica hacia Lelouch al inicio, pero después termina haciéndose amigo de este, al ver a Nunally en tan lamentable estado. Allí, también conoce a Taizo Kirihara, líder de la casa de Kioto y a la heredera del consorcio, Kaguya Sumeragi. Días después, el 10 de agosto de 2010 a.t.b, tuvo lugar la sangrienta invasión a Japón por parte de Britannia.

### Code Geass

#### Obteniendo el Geass
Lelouch, como amante del ajedrez, va con Rivalz a desafiar a un noble de Britannia, apuntándose una victoria. En el camino de regreso, la moto de ambos casi colisiona con el camión de unos terroristas. El joven Britannian, tocado por su alto orgullo, se dispone a ver la situación y, accidentalmente, cae dentro del camión siendo arrastrado hasta un corredor subterráneo. Dentro del camión había una peligrosa cápsula robada por los terroristas. Antes de llegar al corredor, del camión se baja una joven de pelo rosado y usa un Glasgow para atacar a las fuerzas de Britannia. En el lugar, se encuentra con su único amigo, Suzaku Kururugi, quien se había unido al ejército de Britannia. En ese momento, de la cápsula robada, emerge una joven de pelo verde vestida con una camisa de fuerza. Ambos ayudan a la joven y, segundos después, se presenta el superior de Suzaku ordenando asesinar a su amigo. El joven japonés se niega, alegando que Lelouch es una buena persona que no debe ser asesinado, por lo cual Suzaku es amenazado de muerte por traición. Tras esto, explota la cabina del camión y Lelouch y la joven logran escapar. Corren un tiempo hasta que son atrapados. Las tropas de Britannia deciden ejecutar a Lelouch asumiendo que es un terrorista. La joven lo salva recibiendo el disparo en la frente. En ese mismo momento, la chica le sostiene la mano y, mentalmente, le ofrece un contrato para entregarle el Poder del Rey, a cambio de cumplirle un deseo. Lelouch, sin dudarlo, acepta el contrato y obtiene el Geass. Con el poder, ordena a las tropas de Britannia que mueran.

#### El gueto de Shinjuku y la verdad sobre Kallen
Segundos después de acabar con las tropas, aparece un Knightmare (perteneciente a Villeta Nu), el cual Lelouch roba usando su poder. Después de eso, usa el intercomunicador de los terroristas para guiarlos y acabar con el ejército de Britannia. Gracias a sus avanzadas estrategias de combate, logra vencerlos fácilmente. Para su desgracia, aparece el Lancelot, quien acaba sin esfuerzo con las tropas rebeldes. Lelouch escapa de la zona y logra entrar al cuarto del príncipe Clovis. Cuando hace cesar el fuego, le revela su identidad y, tras confirmar que no sabe nada sobre la muerte de su madre, lo asesina.
Consumado el asesinato, Lelouch regresa a la escuela y ve a una compañera, de nombre Kallen, quien resulta ser la joven que manejaba el Glasgow en Shinjuku. La interroga con su Geass y luego le ordena que no hable de Shinjuku, sin embargo, la segunda vez, el poder no causa ningún efecto en la joven. Tras huir, confirma que el Geass solo se puede usar una vez por persona. Esa noche le promete a su hermana que no le mentirá nunca. Al día siguiente, tras hacer ingresar a Kallen al consejo estudiantil, despeja las dudas que ella tiene sobre si él es quien dirigió a los terroristas en Shinjuku. Al volver, escucha el anuncio de la muerte de Clovis y se sorprende porque toman como sospechoso a su amigo Suzaku, quien resultó estar vivo.

#### Zero y el rescate de Suzaku
Lelouch se preocupa porque su amigo esté siendo culpado por algo que no cometió y decide ir a rescatarlo. Presentándose ante los terroristas como un hombre enmascarado, les pide lealtad a cambio de mostrarles que es capaz de realizar un milagro. Utiliza el coche personal del Clovis para rescatar a Suzaku. Se presenta como Zero y asume la responsabilidad por la muerte de Clovis. Salva al japonés usando su Geass, y tras rescatarlo, le ofrece unírsele. Sin embargo, Suzaku se niega y asiste al juicio, que estaba preparado para que sea hallado culpable, sin embargo, es dictaminado inocente gracias a la intervención previa de Zero.

#### C.C., Suzaku y Cornelia
En su casa se instala la misteriosa joven que le dio el poder haciéndose llamar C.C. y declarándole a Lelouch la complicidad que ambos tendrán.
Suzaku es admitido en la Academia Ashford a pesar de ser un "eleven". Nadie le habla, sin embargo, conversa de forma discreta con Lelouch y Nunnally. Tras un encuentro con un gato, Lelouch revela que es amigo de Suzaku y le pide a Milly que lo incorpore al consejo estudiantil, pedido que es aceptado.
Tras la muerte de Clovis, Cornelia se establece como Gobernadora General del Área 11 y lleva a su hermana, Euphemia como Vicegobernadora General. Cornelia atrae a Zero creando un escenario similar a Shinjuku, esta vez, en el gueto de Saitama. Lelouch va, sin embargo, el nivel de estrategia de Cornelia es mucho mejor que el de Clovis y derrota fácilmente a los terroristas. Lelouch está a punto de ser descubierto cuando C.C., disfrazada de Zero, se presenta y lo salva. Lelouch se da cuenta de que Cornelia no es un enemigo simple.

#### La Orden de los Caballeros Negros
Al pasar el gueto de Saitama, el Frente de Liberación Japonés, toma el control de un hotel en Kawaguchiko y mantiene como rehenes varios civiles britannian entre los que se encuentran las jóvenes del consejo estudiantil Shirley, Nina y la princesa Euphemia, esta última de incógnito.
Lelouch asiste a la zona robando una cámara de un canal de televisión. Tras manipular a Cornelia con palabras (se aprovecha del que Euphemia esté como rehén en el lugar), logra entrar al hotel. Al confirmar las inútiles intenciones del frente, les ordena que mueran con su Geass y demuele el edificio, no sin antes salvar a todos los rehenes. Lelouch usa la cámara de televisión y auto-nombra a la resistencia que lo sigue como La Orden de los Caballeros Negros. Se hacen llamar aliados de la justicia y enemigos de todos los que usen la violencia de forma indiscriminada.

#### Narita y el Guren
El grupo de Kioto le provee de Knightmares a la Orden. Muchos Burai y también les entrega el Guren Nishiki, el cual queda en manos de Kallen por decisión de Zero.
El equipo, bajo la órdenes de Zero, se dirigen a la zona de Narita e intentan capturar a Cornelia, quien estaba en la zona, asediando con su ejército, la base del Frente de Liberación Japonés. Usando el Guren como "arma" principal, y con la cooperación implícita de Tōdō y del Shisei-ken, logran encerrar a Cornelia. Sin embargo, ella es salvada por el Lancelot (la armadura blanca, llamada así por Lelouch, dado al resentimiento que siente porque siempre arruina sus planes), el cual persigue y encierra a Zero. Gracias a la ayuda de C.C., Lelouch logra escapar y se salva. Ambos son recogidos por Kallen y se retiran de Narita más tarde.

#### El apoyo de Kioto
Lelouch asiste a Kioto a ver a Taizō Kirihara, el líder de la casa de Kioto, que brinda apoyo militar y estratégico a las resistencias del país. En el encuentro, Lelouch revela que no es japonés y le muestra su identidad a Taizō, quien sin dudarlo decide ayudarlos.

#### Shirley, Mao y los problemas
En la batalla de Narita, Lelouch provocó un derrumbe que mató al padre de Shirley. Esta, desesperada, busca consuelo en Lelouch (que decide dejar de ser Zero), silenciando a Taizō, aunque luego se arrepiente y decide seguir adelante.
Usando al Frente de Liberación Japonés como señuelo, reduce la fuerza militar de Britannia e intenta capturar a Cornelia. Sin embargo, su plan vuelve a ser frustrado por el Lancelot. Esta vez, la cabina de pilotaje de su Knightmare sale despedida, se abre, y Lelouch queda inconsciente.
Shirley, quien asistió al lugar acompañada de Villeta para investigar la relación de su amigo con la Orden de los Caballeros Negros, toma el arma de Zero y, cuando está a punto de asesinarlo, ve que en realidad es Lelouch. Entra en pánico y dispara a Villeta para ocultar la identidad de Lelouch y se va.
Mao, un joven chino usuario de Geass, intenta usar la inestabilidad mental de Shirley para hacer que asesine a Lelouch. Su plan falla y Lelouch usa su Geass para borrar los recuerdos de Shirley, incluyendo la amistad que ambos tienen. Lulu oculta este hecho con los demás miembros del consejo estudiantil alegando que tuvieron una pelea y que pretenden no conocerse.
Mao convoca a C.C. para hablar cuando, en realidad, planea llevársela con él. Lelouch usa su ingenio y frustra el plan de Mao. La policía, controlada con el Geass, lo ayuda y tiene la orden de disparar si Mao se movía. Mao se mueve, la policía le dispara y Lelouch lo deja, asumiendo que murió.
Mao no murió. Al ser la orden "disparar" en vez de "matar", gracias a la medicina avanzada de Britannia, se cura e idea un perverso juego de ajedrez en el cual la vida de Nunnally era la apuesta. Lelouch trabaja junto a Suzaku y logran frustrar el plan. Mao lee la mente de Suzaku y revela que asesinó a su padre. El soldado de Britannia se paraliza y, en ese momento, Lelouch aprovecha y usa su Geass para hacer callar a Mao. Cuando sale del lugar, Mao es asesinado por C.C..

#### Tōdō y el Shisei-ken
Tras la muerte del General Katase en el puerto, el Shisei-ken y Tōdō son las únicas fuerzas restantes del Frente de Liberación Japonés que residen en Japón. Tōdō se "sacrificó" por los miembros de Shisei-ken, fue capturado por Britannia y está por ser ejecutado. Es ahí cuando el Shisei-ken, compuesto por 4 miembros, le pide ayuda a la Orden de los Caballeros Negros para liberarlo. Zero acepta y llevan a cabo el rescate usando los nuevos Gekka que Lakshata les proveyó. Durante el escape, el Lancelot intenta detenerlos. Lelouch, que había estudiado su patrón de lucha, armó una estrategia para derrotarlo. Esta estaba funcionando hasta que "la armadura blanca" logró evadir una triple estocada mortal de Tōdō. Más allá de esto, la estocada destruyó la tapa de la cabina de mando del frame y le reveló a Lelouch que su amigo, Suzaku, era el piloto de la armadura blanca que tantos problemas le trajo. Al descubrir esto, Zero queda en shock y no da órdenes. Tras ver los refuerzos de

#### Suzaku y la isla de Kaminejima
Lelouch crea un plan para capturar a Suzaku. Lakshata usa el Distorsionador Gefjun para detener al Lancelot. Zero intenta lograr que Suzaku se le una cuando el superior de este le ordena retener a Zero y morir por Britannia. Llegando al momento crítico, aparece el Avalon de Schneizel, desde el cual se prepara el Gawain para disparar el Cañón de Hadrones. En el último segundo, Lelouch usa su Geass y ordena a Suzaku que viva. De esta manera, ambos se salvan.
La princesa Euphemia y Kallen terminan en la isla de Kaminejima. Zero se encuentra con Euphemia, quien deduce su verdadera identidad: Lelouch. Kallen y Suzaku se encuentran en otro punto de la isla. Sobreviven una noche y se reencuentran los 4 cerca de una de las puertas al mundo de C. En dicho lugar se encontraba Schneizel investigando junto con Bartley y Lloyd usando el Gawain. Lelouch roba el Knightmare para escapar con Kallen e intenta usar el Cañón de Hadrones, desafortunadamente, se encontraba incompleto. Aun así, logran escapar del lugar usando el sistema de flotación del frame. Lakshata completaría más tarde el Cañón de Hadrones y el Gawain se convertiría en el frame personal de Zero.

#### Kyūshū y la Zona Administrativa Especial de Japón
Atsushi Sawasaki, la última fuerza del Frente de Liberación Japonés (se encontraba en la Federación China), invadió y capturó la zona de Kyūshū. Suzaku fue enviado y, cuando iba a ser asesinado, Lelouch lo salva usando el Gawain y ambos cooperan para destruir las defensas del lugar y capturar a Sawasaki.
Después de mucho tiempo fuera, Lelouch regresa a la escuela, donde se encuentra nuevamente con Euphemia. Tras una conversación y una serie de eventos, la princesa anuncia la creación de la Zona Administrativa Especial de Japón, lugar donde las políticas de Britannia no serían aplicables (diferenciación entre "numbers" y britannians). Es decir, Britannia reconoce a Japón. Durante el anuncio invita a Zero a unírsele y a forjar una nueva historia.
Lelouch asiste con el Gawain y, tras hablar con Euphemia, decide participar. Sin embargo, segundos después de aceptar la propuesta, le ordena a la princesa con su Geass que asesine a todos los japoneses, esto, de modo involuntario puesto que su Geass se había vuelo incontrolable como el de Mao. Tras anunciar a la Orden la "traición" de Euphemia, envía a todos a que detengan al ejército de Britannia. Lelouch, con sus propias manos, asesina a la princesa y, poco después, anuncia la creación de un nuevo país, los Estados Unidos de Japón.

#### La Rebelión Negra
Bajo el nombre de Zero lidera la rebelión negra que se apodera parcialmente del asentamiento de Tokio. Suzaku, enfurecido por el asesinato de la princesa, sale contra toda orden a matar a Zero. Lelouch lo engaña y usa el Distorsionador Gefjun para detener al Lancelot. Dicha máquina quedaría para Lakshata. Dejando atrás a su amigo, Lelouch va a buscar a Cornelia. La princesa imperial le trae problemas, al punto de que casi acaba con él, de no ser por el Geass que estableció sobre Darlton para que incapacitara el frame de Cornelia, dejándola así, a su merced. Después de esto, Lelouch interroga a Cornelia con el Geass, pero no logra sacar mucha información. Inmediatamente, C.C. le advierte del secuestro de Nunnally. Tras escuchar esto, Lelouch parte a buscar a su hermana.
Debido a que Zero abandonó las líneas de comunicación y dejó al mando a Tōdō y Diethard (Ougi fue herido por Villeta con sus recuerdos ya recuperados. Por esto no podía ejercer el mando), la rebelión negra es contenida y fracasa, quedando casi todos los generales de Lelouch, apresados.

#### Su captura y el fracaso
Lelouch se dirige a rescatar a su hermana pero, en el camino, se encuentra otro escollo, Jeremiah Gottwald. El soldado fue modificado por Bartley y su equipo, buscando emular el inmortal poder de C.C.. Debido a esto, usa el Siegfried, un Knightmare de gran tamaño que se comanda mediante conexiones nervio-electrónicas. Con cierta dificultad, logra dejarlo atrás. Sin embargo, este lo persigue hasta que C.C. realiza un ataque suicida con el Gawain enviando a ambos a lo profundo del océano.
El Lancelot fue liberado por Cecile Croomy y Suzaku fue tras Zero. Kallen también lo siguió. Tras pronunciar unas palabras, Suzaku le dispara a la máscara, rompiéndola y así, develando la identidad de Zero: su único amigo, Lelouch. Consumido por el odio, Suzaku detiene a su amigo y así, acaba la Rebelión Negra. Kallen, confundida al descubrir que Zero era Lelouch, escapa.

### Code Geass: Akito The Exiled

#### Rol como Julius Kingsley y su llegada a San Petersburgo
Con la condición de formar parte de los Knight of Rounds, Suzaku intercambia a Lelouch al emperador, quien reescribe la mente de este con su Geass especial para beneficio del mismo. Como resultado, Lelouch adquiere la identidad de Julius Kingsley: un consejero militar con grandes cantidades de confianza en sus estrategias que se canalizan en su ostentosa arrogancia, y que posee un parche en su ojo derecho donde se efectúa el Geass. Julius Kingsley llega al mes siguiente a las tierras euroasiáticas bajo las órdenes del emperador dirigiendo a las tropas de la Euro Britannia, que con el soporte de este estado y del Sacro Imperio natal, comienzan la campaña de colonización de la Unión Europea con la ayuda de los 4 Caballeros Sagrados de la Euro Britannia, y de los Knights of Rounds.

#### Posición sobre Euro Britannia, Ark Fleet, crisis y retirada
Nada más llegó al palacio de Cesar, se rehusó a saludar al Archiduque de Verance de forma tradicional y reveló su adquisición del Cetro Imperial poniéndolo al mando cualquier legitimidad sobre Euro Britannia. Durante el desarrollo de su plan, encontró informes sobre la existencia del Fantasma de Aníbal, responsable de las últimas derrotas en el continente euroasiático y reelaboró la misma ordenando también la cooperación de Shin Hyuga Shing. Dos meses después, desde el centro de comando operacional organizó la muestra de la ejecución de su plan, iniciando con la activación de la nave denominada "Galia Grande" desde la base minera ubicada en Groenlandia, donde se dirigiría después al Mar del Norte para liberar una bomba (hecha con residuos de Sakuradita) sobre una planta de energía. Esto causó un apagón en gran parte de Europa y finalmente surge a raíz de una transmisión, la presentación del Frente Mundial de la Liberación: Ark Fleet, donde revelan la causa del apagón generando miedo entre los ciudadanos y el escape de los políticos y nobles hacia las tierras de Britannia, generando un estallido social y causando grandes disturbios en varias capitales de Europa. Aunque si bien esto fue una mentira, Julius ordenó al Archiduque de Verance que ataque con todo ahora que la defensa europea en Varsovia se redujo, pero Lord Augusta no quiso meter a civiles de por medio y se levantó en sinónimo de rebeldía, autorizando a que Kingsley lo arreste por traición al Emperador, generando rabia en el comandante Godfroa, quien quiso lincharlo de no ser por Suzaku que lo detuvo a tiempo.
En el recinto imperial, gana una partida de ajedrez contra Shin Hyuga Shing y le explica algunas hipótesis sobre cómo hubiera sido si perdía o si equipara el juego hacia la situación real. Tras un breve reflexión y una orgullosa declaración sobre su rol, termina colapsándose al volverse mentalmente inestable tras recordar como el Emperador no sentía ninguna importancia hacia él, lo que hizo que recupere su conocimiento como Lelouch de forma temporal, revelando algunas cosas antes de ser capturado por Suzaku, pero esto hizo que el Geass del emperador vuelva a tener efecto sobre él, causando una fuerte confusión emocional en la que ignoraba todo lo que pasaba, ya sea la presencia de Knightmares o de Shin, quien estaba listo para dispararlo. Finalmente, Lelouch recupera su identidad quitándose el parche y mostrando su Geass activo, aunque no por mucho tiempo debido a que se desmaya por parte de su trastorno causado por el Geass del Emperador, exclamando el nombre de Nunnally antes de perecer. Tras esto y la victoria de Suzaku, es encerrado junto con su escolta personal dentro del palacio dando ventaja a Shin para informar de manera falsa la muerte del estratega hacia los grandes nobles.

### Code Geass R2

#### El comienzo y sus recuerdos
Un año después de los eventos de la primera temporada, Lelouch vive una vida pacífica con su "hermano", un joven llamado Rolo Lamperouge, con quien un día decide ir a la Torre de Babel; un casino construido sobre las ruinas de Shinjuku y que a la vez funciona como un campo de concentración de esclavos Elevens. Una vez dentro, Lelouch (tras una breve conversación con Rolo y con el inesperado reencuentro con Kallen -sin este recordar nada de ella-) reta a un juego de ajedrez al que manejaba la torre; Black King. Cuando Lelouch estaba ganando y este argumentaba que era todo una trampa preparada por el joven (siendo que en el ajedrez es imposible hacer trampas puesto que este le ganó con un Jaque Mate), el dueño de la torre se dispone a deshacerse de él cuando, repentinamente, la Orden de los Caballeros Negros ataca la torre donde se encontraban. En medio de la confusión y el caos, Lelouch se reencuentra con C.C., quien le explica su verdadera identidad y que le iba a devolver sus recuerdos cuando, de pronto, los soldados que entraban al lugar, disparan a la chica, matándola (aquellos hombres no sabían nada de sus cualidades regenerativas), ante la sorpresa de Lelouch.
Presencia cómo los soldados de Britannia matan a todos los que se encontraban con vida en el lugar, incinerando a su vez los cuerpos. En ese instante, uno de los soldados saca un libro donde se explica la forma de vida (para sorpresa del joven) de Lelouch. El verdadero objetivo de la operación, era hacer que el joven y C.C. se reencontrasen de nuevo, con el propósito de capturar a la chica. En el último segundo, C.C. se levanta y besa a Lelouch. De este modo le devolvería todos sus recuerdos. Luego, este se deshace de sus perseguidores haciendo que estos se suiciden ordenándolo con su Geass. Lelouch presenciaría el acto de sacrificio de Urabe, quien le confiaría el futuro de Japón tras atacar al Vincent con una explosión suicida. El sacrificio de Urabe no sería inútil, porque esto le da tiempo suficiente a C.C. para colocar el resto de los explosivos y así derribar la torre de tal modo que, creara una vía de escape y elimine a los soldados que lo están esperando en la entrada principal junto al Gobernador General Carares. Usando la ruta de escape, Lelouch se refugia (junto con los miembros sobrevivientes de la Orden) en el consulado de la Federación China donde, con una hábil maniobra logra confundir a todas las tropas de Britannia: Él, regresa a la escuela asumiendo su puesto como estudiante y hermano de Rolo y, deja a C.C. que, usando su vestimenta, dé el discurso del regreso de Zero. Posteriormente, Lelouch decide planear una salida de compras en un centro comercial con Shirley; esto con un propósito claro : desenmascarar a sus perseguidores y de paso averiguar la identidad real de Rolo (quien decidió seguirlo de modo imprudente).

#### El Departamento de Información
Después de averiguar todo lo sucedido, planea utilizar a Rolo, diciéndole que siempre será su hermano y nunca más lo utilizarían, aunque todo era mentira; Rolo cree eso y se apresura a traicionar a su comando para luego darle información acerca de la infiltración de algunas personas que le espiaban, a las que Lelouch convierte en sus esclavos. De esta forma, el Departamento de Información queda bajo el comando directo de los "hermanos" casi en su totalidad. El escollo restante era Villeta (Lelouch ya había usado su Geass en ella tiempo atrás), a quien extorsiona usando su relación previa con Ougi.

#### El exilio y el control de la Federación China
Con el regreso de Zero, Suzaku asistió a la academia Ashford para corroborar si los recuerdos de Lelouch habían regresado. Gracias a la ayuda de Rolo, Lelouch logra disimular el regreso de su memoria. Al mismo tiempo, Lelouch se entera de que Nunnally será llevada como nueva Gobernadora General al Área 11. Sin pensarlo dos veces, usa la Orden de los Caballeros Negros e intenta capturarla, sin embargo, sus planes son frustrados por los Knights of Round. Nunnally, en su encuentro con Lelouch (bajo su alias de Zero), le ofrece unírsele para restablecer la Zona Especial Administrativa de Japón. Lelouch entra en pánico, pero gracias al apoyo de Kallen y la intervención de Rolo, decide participar en la zona. En realidad, su idea era ser exiliado junto a la Orden de los Caballeros Negros, objetivo que cumple. Lelouch parte a la Federación China exiliado de Britannia y, al llegar, se entera del casamiento arreglado de la empetraiz de China y del príncipe de Britannia, Odysseus. Lelouch lo detiene secuestrando a la emperatriz, sin embargo, es arrastrado a refugiarse en un Santuario de la Federación China por la potencia del Ejército de estos últimos sumado a la ayuda de los Knights of Round de Britannia. Gracias al manejo de la información, logra demostrar que el matrimonio era una farsa que solo beneficiaría a los Jefes Enuncos, quienes son abandonados por el pueblo chino después de que esto se hiciera público. Lelouch se salva y logra que la emperatriz se alíe a la Orden de los Caballeros Negros. Tras esto, regresa por un tiempo a Japón.

#### Shirley, el culto y el mundo de C
Si bien estuvo ausente todo este tiempo, el Departamento de Información que lo vigila (al estar bajo el control de Lelouch y Rolo), no reportó ninguna irregularidad. Lelouch fue, durante ese tiempo, reemplazado por Sayoko Shinozaki. Al regresar, tiene lugar el evento de graduación de Milly Ashford, en el que Lelouch y Shirley son declarados pareja.
Al día siguiente, llega Jeremiah Gottwald, asesino enviado por V.V. para matarlo. Esta vez, Jeremiah va mejor preparado pues cuenta con un Cancelador de Geass que le permite deshacer cualquier Geass, utilizando así su cancelador sobre Shirley sin saberlo. Ella recupera los recuerdos e intenta aliarse a Lelouch. Desafortunadamente, Rolo la encuentra primera y acaba con su vida.
Lulu se encuentra con Jeremiah en Ikebukuro, y el soldado de Britannia se le une alegando lealtad a la difunta emperatriz Marianne Vi Britannia. Lelouch, lleno de odio por la muerte de Shirley, y, junto con Rolo, C.C., y Jeremiah, se dirige a donde está V.V. a destruir las instalaciones del culto. Durante este asalto, Lelouch tiene previsto eliminar a su hermano como "sacrifcio" por la muerte de Shirley, hecho que no logra cumplir.
V.V. sale con el Siegfried para detener a la Orden de los Caballeros Negros. Al principio, trae inconvenientes a la Orden hasta que Cornelia (que se encontraba cautiva en el lugar) logra romper el blindaje electromagnético del Knightmare y facilita su destrucción. Casi derrotado, V.V. intenta escapar al mundo de C, pero, antes de lograrlo, Charles lo mata y absorbe su code, volviéndose inmortal. Tras el combate, Lelocuh queda atrapado en el mundo de C y se encuentra con su padre quien intenta cumplir el deseo de C.C.: morir. Sin embargo, el joven la convence para que "muera con una sonrisa". Así, C.C. ayuda a Lelouch a escapar sellando su propio code y volviendo a ser la joven esclava que era antes de realizar su contrato de Geass.

#### La Federación Unida de Naciones y la trampa de Schneizel
Lelouch asume que Charles quedó atrapado en el mundo de C y participa en la firma de la Federación Unida de Naciones asumiendo el rol de "el escudo que los defenderá y la espada que quitará a sus enemigos". Los países de la FUN renuncian a su poder militar independiente y contratan a la Orden de los Caballeros Negros para su defensa y, como primera medida militar, piden a la Orden que libere Japón de Britannia. Al final del acto, aparece Charles interviniendo las líneas y desafiando a Zero. El joven entra en pánico porque la vida de Nunnally está en grave peligro y le pide ayuda a su único amigo: Suzaku. El Knight of Round cita a su viejo amigo al viejo templo de su padre para conversar. Tras pronunciar unas palabras, Suzaku decide aliarse a Lelouch, sin embargo, el ejército de Britannia, bajo las órdenes de Schneizel, interviene y lo captura.

#### Tokio, FLEIA y la traición de los Caballeros Negros
Con su amistad aparentemente traicionada, Lelouch escapa y decide recuperar a su hermana por la fuerza, liderando a la Orden en una segunda batalla en Tokio. Durante esta batalla, Suzaku queda al borde de la muerte y, bajo efecto del Geass que lo hace "vivir", usa el FLEIA destruyendo casi todo el asentamiento y matando a Nunnally. Lelouch, fuera de sus cabales, se desespera por encontrar a su hermana. Al ver su inestabilidad, Rolo y Jeremiah lo llevan de vuelta al Ikaruga (la nave principal de la Orden de los Caballeros Negros). Schneizel llega a la nave y le revela la identidad de Zero y su Geass a la Orden de los Caballeros Negros, quienes, a cambio de recuperar a Japón, traicionan a Zero e intentan matarlo. Sin embargo, Rolo lo salva con el Shinkirō y poco después muere.

#### Acabar con su padre
Después de esto, Lelouch se auto-establece su última misión posible: hacer desaparecer del mundo real a su padre, Charles. Para esto, se introduce en el mundo de C y destruye la entrada dejando a ambos atrapados ahí. Charles le revela su plan y le cuenta la verdad sobre la muerte de su madre. C.C. y Suzaku entran al lugar y todos desaprueban el plan. Lelouch detiene la conexión al Ragnarok con su Geass y obtiene el poder en ambos ojos. Como efecto secundario, el mundo de C absorbe a su madre y a su padre haciéndolos desaparecer. Ante esta situación, ambos amigos toman una decisión: Llevar a cabo el Zero Réquiem.

#### Controlar a Britannia y al mundo
Tras eliminar a su padre, Lelouch se auto-proclama emperador de Britannia y obliga a la familia real a aceptarlo usando su Geass. Los Knights of Rounds, liderados por el Knight of One, desaprueban su toma de poder y deciden asesinarlo. Sin embargo, Suzaku acaba con ellos. El nuevo emperador destruye la cultura de Britannia removiendo los títulos de nobleza, aboliendo el sistema de "números" (permitiendo que los territorios conquistados por Britannia recuperen su autonomía e independencia) y eliminando todas las fuerzas que pudieran causarle problemas a su plan. La FUN lo apoya y este, tras la batalla entre Suzaku y Bismarck, emite una petición para que Britannia ingrese a la Federación Unida de Naciones, cosa que en realidad es una treta para llevar a cabo su plan. Tras ir y dominar la ceremonia usando a Suzaku y su Knightmare frame, hace su entrada Schneizel con el Damocles, lanzando un FLEIA que desintegra la Capital Imperial de Pendragon junto con todos sus habitantes. Schneizel usa a Nunnally contra su hermano para causarle inestabilidad, sin embargo, el emperador se mantiene firme y evita mostrarse afectado por esto, aunque, en realidad le afecta. Más allá de esto, Lelouch se dirige a comenzar la batalla contra su mayor enemigo, en la cual queda limitado su campo de acción por el poder destructivo del FLEIA. Tras perder varias unidades y escuadrones, Lelouch y Suzaku se unen para utilizar un programa desarrollado por Nina para cancelar el FLEIA. Sin embargo, su uso es muy difícil. Superando la dificultad, los dos amigos logran usar el programa con éxito, cancelan el FLEIA, e ingresan en el Damocles para a acabar a Schneizel. Lelouch, tras grabar una conversación basada en el pensamiento de Schneizel, usa su Geass para que este sirva a Zero. Una vez hecho esto, se dirige a donde está su hermana para recuperar la llave del Damocles. Se encuentra con ella, descubriendo que había roto el Geass del emperador con su fuerza de voluntad. Lelouch, después de ver que Nunnally posee una forma de pensar propia, usa su Geass para obtener la llave del Damocles y así, logra dominar completamente el mundo.

#### Llevar a cabo el Zero Réquiem
Dos meses después de esto, lleva a cabo el Zero Réquiem: Lelouch usó a todos y mintió para generar odio y concentrarlo en él mismo. Ahora, debe desaparecer para acabar con la cadena de odio. Su amigo, Suzaku, es quien lo matará usando la vestimenta de Zero. Segundos antes de morir, Kallen y Nunnally se dan cuenta de su plan y lloran desconsoladamente su muerte. De esta forma, Lelouch logró traer paz al mundo y "asegurar un mañana".

## Habilidades especiales

### Geass
El Geass, o mejor llamado Poder del Rey (王の力, Ō no Chikara?), es el poder especial de la serie Code Geass y Code Geass R2. Al inicio de la serie se tienen pocas referencias de estas habilidades especiales transmitidas por contacto visual en su mayoría, pero en la segunda temporada comienza a tomar cierta importancia. Solo los "brujos" (portadores del Geass) son inmunes a los poderes de esta habilidad. Lelouch recibe su Geass de C.C., adquiriendo el poder de imponer la obediencia absoluta a cualquiera que entre en su rango de acción, obligando a esta persona a realizar cualquier orden que Lelouch le dé.
Al principio, el Geass solo se manifestaba en el ojo izquierdo de Lelouch, pudiendo aparecer y desaparecer a voluntad. El poder del Geass aumenta con su uso y pronto fue imposible de ocultar (tal es así, que le ordenó inintencionalmente a Euphemia asesinar a todos los japoneses de la Zona Especial Administrativa de Japón), con lo cual Lelouch, debía tapar su ojo para evitar usar su Geass. En la segunda temporada, debió emplear un lente de contacto especial dada por C.C. para no usar el Geass por accidente. No obstante, C.C. le advirtió que su Geass podría volverse incluso más poderoso y que pronto ni siquiera la lente podría contenerlo. En el episodio 21 de la segunda temporada, Lelouch obtiene el Geass en ambos ojos.

### Inteligencia
Con base en la educación recibida como miembro de la realeza, sus años de instituto y su apego al ajedrez, Lelouch tiene una inteligencia destacable. Las estrategias que utiliza son prueba de ello, así como su costumbre de apostar en partidas de ajedrez contra gente experimentada. Se le dan bien los cálculos, la física y la informática. Su habilidad en el arte de la guerra y su manejo de los medios de comunicación lo conducen a ser valorado como un genio.